# Dromornis
Dromornis es un género extinto de ave no voladora de la familia Dromornithidae. Llegaba a medir tres metros de alto y pesaban media tonelada. Dromornis vivió en Australia desde finales del Mioceno hasta principios del Plioceno, lo que significa que los primeros humanos nunca se encontraron con esta ave.

## Fisionomía
Dromornis tenía un gran pico y una mandíbula capaz de ejercer una gran fuerza pero no tenía las garras o el pico de un carnívoro.

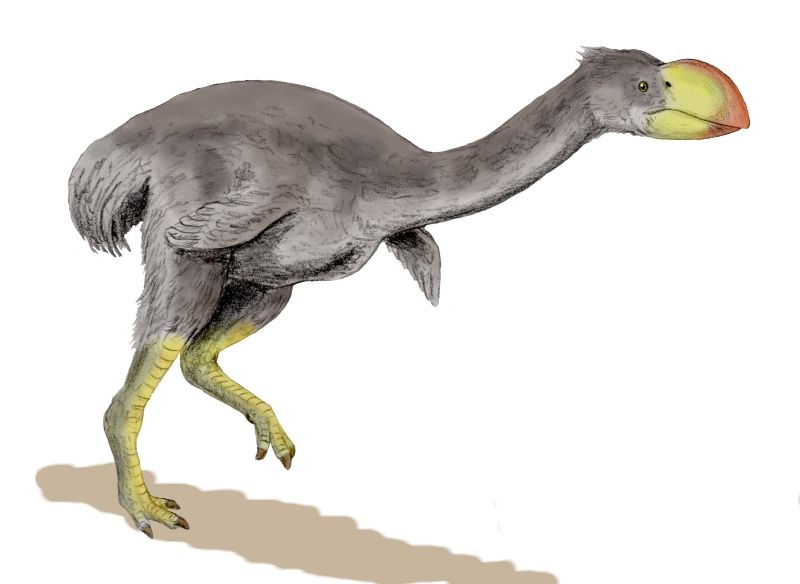
Recreación de D. stirtoni.

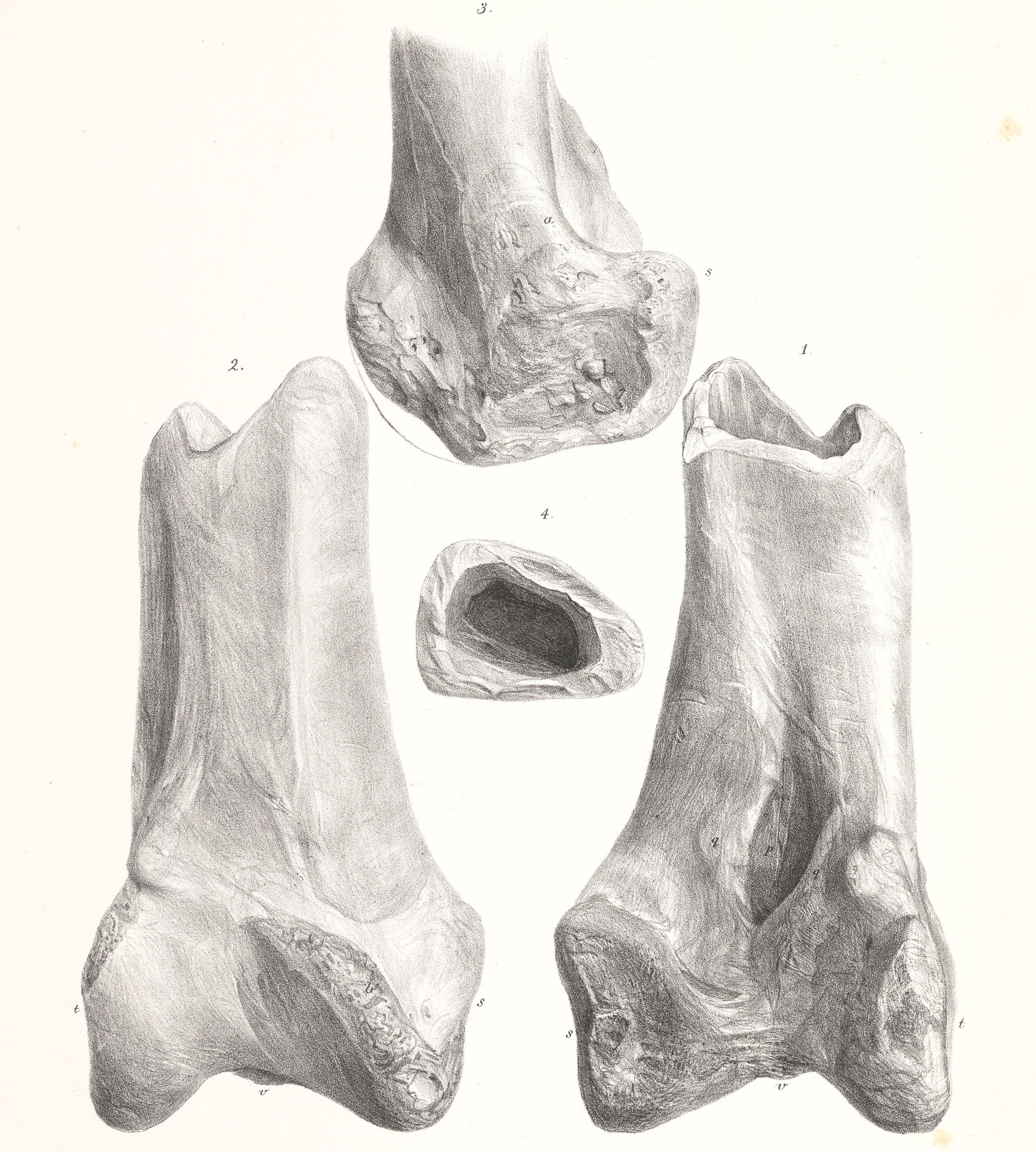
El fémur holotipo de D. australis.

Dromornis es a veces conocida como el ave mihirung. 'Mihirung paringmal' es una palabra aborigen del pueblo tjapwuring de Victoria Occidental y significa 'ave gigante'. Aunque lucían como emúes gigantes, los Dromornis están más cercanamente relacionados con los gansos. 
Dromornis stirtoni medía 3 metros de alto y pesaba hasta 500 kilogramos. Habitaba las tierras boscosas subtropicales de Australia durante el Mioceno tardío y puede haber sido carnívoro. Era más pesado que la moa y más alto que Aepyornis. El espécimen tipo, un fémur, fue hallado en un pozo de 55 metros de profundidad en Peak Downs, Queensland, y más tarde descrito por Richard Owen en 1872. Debido al escaso registro fósil de Dromornis australis (la especie tipo del género) y la considerable laguna temporal entre las dos especies de Dromornis, D. stirtoni podría ser eventualmente reasignado al género Bullockornis.
Esta especie tenía un cuello alargado y alas semejantes a muñones, lo que implica que era no voladora. Sus patas eran poderosas, pero no se cree que haya sido un corredor especialmente veloz. El pico del ave era grande y muy fuerte, lo que llevó a los primeros investigadores a creer que se usaba para cortar a través de los tallos de las plantas. Sin embargo, otros más recientemente han afirmado que el tamaño del pico del ave sugiere que era un carnívoro.

## Hábitat y comportamiento
Dromornis es parte de una familia de grandes aves conocida como Dromornithidae que vivieron desde hace 15 millones de años hasta hace menos de 30.000 años. Australia había estado separada de las grandes masas terrestres australes de Gondwana por millones de años para esa época. Los animales de Australia evolucionaron muy lentamente en casi completo aislamiento de los animales de otros continentes. Había bosques y un suministro de agua permanente en el área de Alcoota donde vivían los Dromornis, aunque el clima era muy impredecible.